# Billete de cien dólares estadounidenses
El billete de cien dólares estadounidenses ($100) es la mayor denominación actual del dólar estadounidense. En el anverso aparece el retrato de Benjamin Franklin, político, científico e inventor estadounidense, y en el reverso se observa una imagen del Independence Hall. Este es el billete de mayor valor en circulación en los Estados Unidos desde 1969, año en que se retiraron los billetes de $500, $1000, $5000 y $100 000. Los billetes con este valor también se conocen, en inglés coloquial, como Benjamins o Bens (diminutivo de "Benjamin", en ese idioma), o como C-Notes ("billetes C"), por el numeral romano equivalente a 100. El billete ocupa el séptimo y último lugar en denominaciones de billetes de dólares desde 1956.

## Historia
1929: En el marco de la ley llamada Serie 1928, la moneda estadounidense se cambió a su  tamaño actual, más reducido que el anterior, y comenzó a llevar un diseño estandarizado. Todas las versiones del billete de 100 dólares llevarían el mismo retrato de Benjamin Franklin en el anverso, el mismo diseño de borde en el reverso con un dibujo del Salón de la Independencia, el famoso monumento situado en Filadelfia. El billete de 100 dólares se emitió como parte de la Reserva Monetaria Federal con un sello verde y números de serie que garantizaban su valor en oro.
- 1933: Como una respuesta de emergencia a la Gran Depresión, se emitió dinero adicional para impulsar la economía estadounidense desde la Reserva Federal, con billetes según el modelo de la Serie 1929. Este fue el único billete de 100 dólares de tamaño pequeño que tenía un diseño con el dibujo del borde ligeramente diferente por el anverso. Los números de serie y el sello de esta versión eran marrones.

- 1934: La expresión recambiable por oro de la Reserva Federal fue eliminada de los billetes, debido a los EE. UU. abandonaron el sistema patrón oro.

- 1934: La Reserva Federal emitió billetes certificados de 100 dólares de uso especial para transacciones no públicas, es decir, operaciones entre bancos. Estos billetes tenían un reverso impreso en naranja en vez de verde, que era el color de los billetes de pequeño tamaño. El texto en el anverso también fue cambiado por el siguiente: CIEN DÓLARES EN ORO A PAGAR AL PORTADOR QUE LO SOLICITE COMO LA LEY AUTORIZA.

- 1950: Se cambiaron muchos aspectos de menor importancia en el anverso de los billetes de 100 dólares. Lo más destacado fue que el sello del Tesoro, el número 100 en gris, y el sello de la Reserva Federal se hicieron más pequeños; además al sello de la Reserva Federal se le añadieron picos a su alrededor.

- 1963: Debido a que los billetes de dólar ya no eran cambiables por su valor en plata, los de 100 dólares de la  Serie 1963A empezaron a retirar del anverso la frase: A PAGAR AL PORTADOR que se sustituyó por la actual: ESTE BILLETE ES DE CURSO LEGAL YA SEA PARA DEUDA PÚBLICA O PRIVADA. Además, el lema nacional de los Estados Unidos (CONFIAMOS EN DIOS) se añadió en el reverso.

## Eliminación de billetes de más de 100 $

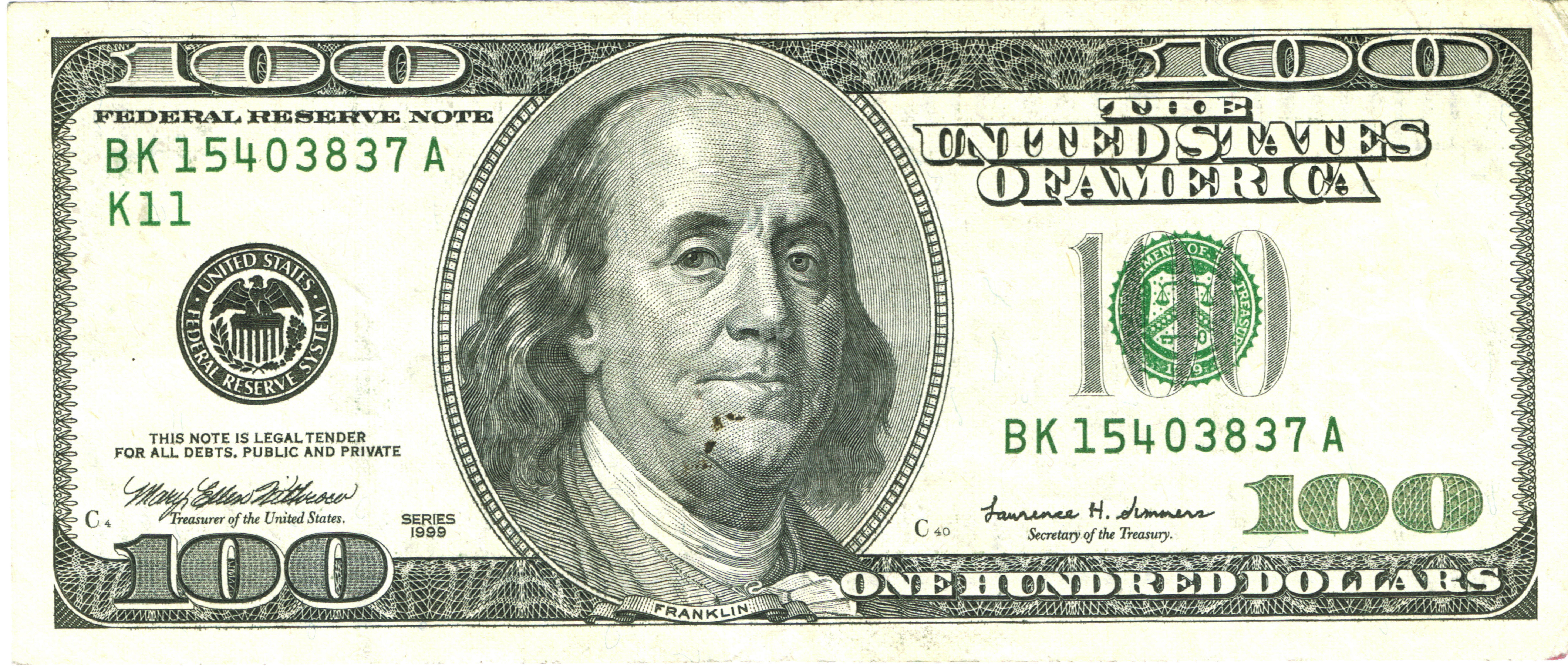
Billete de 100 dólares diseño anterior (1996-2013)

El 14 de julio de 1969 la Reserva Federal de los Estados Unidos anunció la eliminación de la circulación de los billetes de mayor cantidad. El billete de cien dólares es el de más valor que quedó en circulación. Todos los billetes de la Reserva Federal producidos desde la serie 1928 y anteriores a la serie 1969 (es decir; 1928, 1928A, 1934, 1934A, 1934B, 1934C, 1934D, 1950, 1950A, 1950B, 1950C, 1950D, 1950E, 1963, 1966, 1966A) con valor de 100 $ sumaban 23.170.800.000 dólares, dado que algunos billetes habían sido destruidos, y que la población era de 200 millones en aquel momento, había menos de un billete de 100 dólares por persona en circulación.
Al 30 de junio de 1969, las monedas de los EE. UU. y los billetes en circulación de todas las denominaciones valían 50.936 mil millones de dólares, de los cuales 4929 millones circulaban en el extranjero. Así que la media de moneda que circulaba dentro de los Estados Unidos era de 230 dólares por habitante. Desde 1969 la demanda de moneda de Estados Unidos ha aumentado considerablemente. A finales de 2010, un total de 7 mil millones de dólares en billetes se encuentran en circulación. La cantidad total de dinero y monedas en circulación pasó a un billón de dólares en marzo de 2011.
A pesar de la devaluación de los billetes de banco de 100 dólares (que valían más en 1969 de lo que un billete de 500 dólares vale hoy), y a pesar de la competencia de algunos billetes extranjeros más valiosos (en particular, el billete de 500 euros), no hay planes de volver a emitir billetes por encima de los cien dólares. El amplio uso de medios electrónicos para llevar a cabo transacciones en efectivo a gran escala en la actualidad, ha hecho que las transacciones en efectivo queden obsoletas y, por lo tanto, desde el punto de vista del gobierno, los billetes de más valor son innecesarios para efectuar negocios legales.
Citando a T. Allison, miembro de la Junta Directiva de la Reserva Federal, presente en la reunión del 8 de octubre de 1998, declaró ante la Cámara de Representantes, en el Subcomité de Política Doméstica y Monetaria Internacional, Comisión de Servicios Bancarios y Financieros:
"Hay políticas públicas contrarias a la reemisión del billete de 500 dólares, principalmente porque muchas de esas supuestas ventajas de eficiencia, tales como menor coste de transporte y almacenamiento, beneficiarían no sólo a los usuarios legítimos de los billetes, sino también a los que lavan dinero, evasores de impuestos y una gran variedad de otros infractores de la ley que utilizan la moneda física en su actividad criminal. Si bien no está del todo claro que el volumen de las drogas ilegales que se venden o el tamaño de la evasión fiscal necesariamente aumenten como consecuencia de la disponibilidad de un billete de denominación más grande, sin duda se les proporciona a los infractores un mecanismo más fácil para blanquear sus fondos y ocultar sus ganancias; y las autoridades podrían tener mayores dificultades en la detección de ciertas transacciones ilícitas que ocurren en efectivo."